# 佐藤卓
佐藤 卓（さとう たく、1955年 - ）は、日本のグラフィックデザイナー。パッケージデザイン、グラフィックデザイン、アートディレクションを中心に活動する。東京都杉並区出身。TSDO Inc.主宰、21_21 DESIGN SIGHTディレクター・館長、日本グラフィックデザイン協会（JAGDA）六代目会長、京都芸術大学学長。NHK Eテレ「にほんごであそぼ」のアートディレクター、「デザインあneo」総合指導。
東京ADC・東京TDC・JAGDA・日本デザインコミッティー・AGI会員。

## 来歴・人物
1955年、東京都生まれ。練馬区立関町北小学校、練馬区立石神井西中学校、東京都立豊多摩高校（第26期生）卒業。御茶の水美術学院を経て、東京芸術大学に入学。
ラテン音楽の愛好家で、学生時代はプロミュージシャン（パーカッショニスト）を目指したこともある。「ミネソタ・ファッツ」というバンドでパーカッションを担当。
1979年に東京芸術大学美術学部デザイン科卒業後、同大学院美術研究科形成デザイン科を1981年に修了。同年、株式会社電通に入社。電通では鈴木八朗に師事。鈴木に「佐藤はデザイナーに向いていない」と言われる。
1984年、佐藤卓デザイン事務所（TSDO Inc.）設立。
日常生活や消費社会における商品デザインを中心に、ビジュアル・アイデンティティ（VI）やプロダクトデザイン、商品企画、テレビ番組のアートディレクションなど、その活動は多岐にわたる。また商業デザインのかたわら、「バーバーサインプロジェクト」のようなデザインをアートワークとしての切り口から考察、検証するプロジェクトやエキシビションにも注力する。
2006年、武蔵野美術大学造形学部デザイン情報学科客員教授に就任。翌年、21_21 DESIGN SIGHTディレクター・館長に就任。
2011年よりテレビ番組「デザインあ」（NHK Eテレ）を監修。2022年よりテレビ番組「デザインあneo」（NHK Eテレ）総合指導。
2025年4月より京都芸術大学学長。同年、「デザインあ展neo」総合ディレクターを務める。

### 受賞歴
- JAGDA新人賞[5]
- 日本パッケージデザイン大賞 1995,1997,1999 金賞[6]
- 毎日デザイン賞
- 東京ADC賞
- 東京TDC賞
- ニューヨークPDC（New York City Public Design Commission）金賞[7]
- Gマーク大賞[5]
- 原弘賞[8]
- 2018年度芸術選奨文部科学大臣賞受賞[9]
- 紫綬褒章受章[10][11]

## 主な作品
- ニッカウヰスキー - ピュアモルト、フロム・ザ・バレル（ボトルデザイン）
- ロッテ - ミントガムシリーズ（パッケージデザイン）
- ロッテ - キシリトールガム（パッケージデザイン）[12]
- 大正製薬 - ゼナ（パッケージデザイン）
- 明治乳業 - 明治おいしい牛乳（パッケージデザイン）
- エスビー食品 - S&Bスパイスボトル（パッケージデザイン）
- BS朝日（VI）
- 金沢21世紀美術館（VI）
- 首都大学東京（のちの東京都立大学）（VI）
- 三宅一生デザイン文化財団（VI）
- 京都造形芸術大学（のちの京都芸術大学）（VI、ロゴマーク）
- NHK教育「にほんごであそぼ」（アートディレクション）
- NTTドコモ - P701iD（プロダクトデザイン）
- 21_21 DESIGN SIGHT（プロダクトロゴ）
- NTTドコモ - P702iD（プロダクトデザイン）
- NTTドコモ - Optimus LIFE L-02E（プロダクトデザイン）
- 全国高等学校野球選手権大会（大会エンブレム）
- 富山県美術館（屋上庭園・オノマトペの屋上〔遊具8種〕）

## エキシビション
- 1990年 - 「NEO-ORNAMENTALISM」展（アクシスギャラリー）
- 2001年 - 「デザインの解剖」展（松屋デザインギャラリー）
- 2002年 - 「都市に潜むルーメン」展（ギャラリー「巷房」）
- 2002年 - 「デザインの原形」展（松屋銀座8階大催場）
- 2002年 - 「INVISIBLE DESIGNER 」佐藤卓展（トロント日本文化センター）
- 2002年 - 「ANATOMIA DO DESIGN a obra de Taku Satoh 」佐藤卓展（サンパウロ日本文化センター）
- 2004年 - 佐藤卓展〈PLASTICITY〉（ギンザ・グラフィック・ギャラリー）
- 2006年 - 佐藤卓展「日常のデザイン」（水戸芸術館）
- 2007年 - 佐藤卓ディレクション「water」（21_21 DESIGN SIGHT）

### デザインあ展
- 2013年 - 「デザインあ展」（21_21 DESIGN SIGHT）
- 2018年 - 「デザインあ展 in TOYAMA」（富山県美術館)
- 2018年 - 「デザインあ展 in TOKYO」（日本科学未来館）
- 2019年 - 「デザインあ展 in YAMANASHI」（山梨県立美術館）
- 2019年 - 「デザインあ展 in KUMAMOTO」（熊本市現代美術館）
- 2019年 - 「デザインあ展 in SHIGA」（佐川美術館）
- 2021年 - 「デザインあ展 in AICHI」（豊田市美術館）
- 2025年 - 「デザインあ展neo」（TOKYO NODE）

## 主な著書
- 1995年5月 - 『SKELETON』（六耀社）
- 2001年8月 - 『デザインの解剖』シリーズ（美術出版社）
- 2004年9月 - 『デザインの原形』（六耀社）
- 2006年6月 - 『デザイナーと道具』 （美術出版社）
- 2006年9月 - 『クジラは潮を吹いていた』（DNPアートコミュニケーションズ）
- 2017年7月 - 『塑する思考』（新潮社）
- 2022年5月 - 『マークの本』（紀伊國屋書店）

## テレビ出演・ディレクション
- 2003年 - 「にほんごであそぼ」（NHK教育テレビ（NHK Eテレ）
- 2007年 - 「情熱大陸」（毎日放送、10月14日放送）
- 2010年 - 「プロフェッショナル 仕事の流儀」（NHK総合テレビジョン、11月29日放送）
- 2011年 - 「デザインあ」（NHK Eテレ、2011年4月2日 - 2021年7月20日）
- 2023年 - 「デザインあneo」（NHK Eテレ、4月2日 - ）